# Wilhelm Rutishauser
Wilhelm Jakob Rutishauser (* 2. September 1931 in Amriswil) ist ein Schweizer Kardiologe und ehemaliger Hochschullehrer, der an zwei Schweizer Universitäten (Zürich und Genf) die Kardiologie geleitet hat.

## Leben
Rutishauser besuchte das Mathematisch-Naturwissenschaftliche Gymnasium in Basel, das er mit der C-Matura abschloss. Zunächst studierte er Physik und anschliessend Medizin an den Universitäten Basel, Paris und Wien. 1960 wurde er an der Universität Basel promoviert.
Als Assistent bei Robert Hegglin am Kantonsspital Zürich verfasste er mit seinem Chef das Buch Kreislaufdiagnostik mit der Farbstoffverdünnungsmethode (1962). In den Jahren 1963/64 arbeitete er als Research Fellow bei Earl H. Wood an der Mayo Clinic in Rochester, wo erstmals röntgendensitometrische Messungen am Herzen durchgeführt wurden und vor allem der Effekt hoher Beschleunigungen auf das Herzkreislaufsystem von Mensch und Tier auf der Zentrifuge studiert wurde.
Als Oberarzt zurück in Zürich verfasste er 1968 seine Habilitationsschrift Kreislaufanalyse mittels Röntgendensitometrie. Von 1970 bis 1976 war Wilhelm Rutishauser Extraordinarius und Leiter der Kardiologie des Departements für Innere Medizin am Kantonsspital Zürich. 1976 wurde er auf den Lehrstuhl für Kardiologie der Universität Genf und gleichzeitig zum Direktor des Centre de Cardiologie am Universitätsspital Genf berufen.
Herzkatheterismus, Koronarographie und interventionelle Kardiologie waren die zentralen Arbeitsgebiete in Zürich wie in Genf. An beiden Orten umgab er sich mit Mitarbeitern wie Hans Peter Krayenbühl, Andreas Grüntzig, Ulrich Sigwart, Rüdiger Simon, Otto Hess, Rolf Jenny in Zürich und René Lerch, Bernhard Meier, Philippe Urban, Alberto Righetti, Vitali Verin, Bernard de Bruyne, Michel de Lorgeril und Jean-Claude Barthélémy in Genf. 1984 erschien das Buch Silent Myocardial Ischemia und 1992 das Lehrbuch Cardiologie clinique (2. Auflage 2004).
Rutishauser war 1976–1978 Präsident der Schweizerischen Gesellschaft für Kardiologie, 1987–1990 Mitglied des Executive Scientific Committee der Europäischen Gesellschaft für Kardiologie (ESC), 1987–1989 Präsident der International Society of Cardiovascular Pharmacotherapy und 1991–1992 Präsident der World Heart Federation. Als Professor emeritus war er 1997–2004 Präsident der Schweizerischen Herzstiftung, seit 2009 ist er deren Ehrenpräsident. Er ist Ehren- bzw. korrespondierendes Mitglied zahlreicher ausländischer Gesellschaften und war Experte bei der Weltgesundheitsorganisation.
Im Militär führte Rutishauser als Artillerist eine Geschützbatterie, später eine Haubitzabteilung und als Generalstabsoffizier im Range eines Oberstleutnants leistete er nebenberuflich Dienst im Stab einer mechanisierten Division und eines Feldarmeekorps.

## Auszeichnungen
- 1967: Preis der Schweizerischen Gesellschaft für Kardiologie
- 1968: Preis der Schweizerischen Gesellschaft für Radiologie
- 1975: Goetz-Preis der Universität Zürich
- 1991: Paul-Morawitz-Preis der Deutschen Gesellschaft für Herz- und Kreislaufforschung
- 1998: Medaille der Europäischen Gesellschaft für Kardiologie.